# Campeonato de Primera División D 1983
El Campeonato de Primera División D 1983 fue la cuadragésima novena temporada del certamen y la trigésimo tercera temporada de la cuarta categoría del fútbol argentino. Se disputó entre el 12 de marzo y el 11 de diciembre de 1983.
Los nuevos participantes fueron General Lamadrid y Luján, descendidos de la Primera C 1982.
El certamen consagró campeón por primera vez a San Martín de Burzaco, que obtuvo el ascenso. Por su parte, General Lamadrid resultó ganador del Torneo Reducido y obtuvo el segundo ascenso, retornando rápidamente a la categoría superior.

## Ascensos y descensos
| Pos. | Ascendidos de la Primera D 1982 |
| ---- | ------------------------------- |
| 1º   | Defensa y Justicia              |
| 2º   | Ituzaingó                       |

| Pos. | Descendidos de la Primera C 1982 |
| ---- | -------------------------------- |
| 19º  | General Lamadrid                 |
| 20º  | Luján                            |

## Formato
Los equipos se dividieron en dos zonas, una de 15 y otra de 14 equipos, y se enfrentaron en cada una bajo el sistema de todos contra todos a dos ruedas. Los ganadores de cada zona clasificaron a la final por el primer ascenso, cuyo ganador se consagró campeón.
A su vez, del 2do al 4to de cada grupo clasificaron al Torneo Reducido por el segundo ascenso, a quien se sumaron el perdedor de la final y el ganador de un desempate entre los dos equipos ubicados en la 5ta posición de cada zona.
Los ocho equipos jugaron un playoff compuesto por cuartos de final, semifinales y final, cuyo ganador ascendió a la Primera C.

## Equipos participantes
| Equipo                | Lugar             | Estadio                   |
| --------------------- | ----------------- | ------------------------- |
| Acassuso              | Boulogne Sur Mer  | No posee                  |
| Argentino de Merlo    | Merlo             | Antezana y Pergamino      |
| Atlas                 | General Rodríguez | Ricardo Puga              |
| Brown de Adrogué      | Adrogué           | Brown de Adrogué          |
| Cañuelas              | Cañuelas          | El Cajón                  |
| Central Ballester     | Villa Ballester   | Italia y Moreno           |
| Centro Español        | Villa Sarmiento   | No posee                  |
| Claypole              | Claypole          | César Luis Menotti        |
| Deportivo Laferrere   | Laferrere         | Rodney y Magnasco         |
| Deportivo Paraguayo   | San Telmo         | No posee                  |
| Deportivo Riestra     | Parque Patricios  | No posee                  |
| Fénix                 | Colegiales        | No posee                  |
| Ferrocarril Midland   | Libertad          | Ciudad de Libertad        |
| Ferrocarril Urquiza   | Villa Lynch       | Monumental de Villa Lynch |
| General Belgrano      | Tapiales          | General Belgrano          |
| General Lamadrid      | Villa Devoto      | General Lamadrid          |
| Liniers               | Liniers           | No posee                  |
| Luján                 | Luján             | Municipal de Luján        |
| Justo José de Urquiza | Caseros           | No posee                  |
| Juventud Unida        | Muñiz             | Sarmiento y Azcuenaga     |
| Leandro N. Alem       | General Rodríguez | Leandro N. Alem           |
| Puerto Nuevo          | Campana           | Municipal de Campana      |
| Sacachispas           | Villa Soldati     | Lacarra y Barros Pazos    |
| San Martín            | Burzaco           | Francisco Boga            |
| Sportivo Barracas     | Barracas          | No posee                  |
| Sportivo Palermo      | Palermo           | No posee                  |
| Victoriano Arenas     | Valentín Alsina   | Saturnino Moure           |
| Villa San Carlos      | Berisso           | Genacio Sálice            |
| Yupanqui              | Villa Lugano      | No posee                  |

### Distribución geográfica de los equipos
| Región                                   | Cant. | Equipos |
| ---------------------------------------- | ----- | --- |
| Conurbano bonaerense                     | 15    | Acassuso, Argentino de Merlo, Brown de Adrogué, Central Ballester, Centro Español, Claypole, Deportivo Laferrere, Ferrocarril Midland, Ferrocarril Urquiza, General Belgrano, Justo José de Urquiza, Juventud Unida, Liniers, San Martín (B) y Victoriano Arenas |
| Ciudad de Buenos Aires                   | 8     | Deportivo Paraguayo, Deportivo Riestra, Fénix, General Lamadrid, Sacachispas, Sportivo Barracas, Sportivo Palermo y Yupanqui |
| Interior de la provincia de Buenos Aires | 5     | Atlas, Cañuelas, Leandro N. Alem, Luján y Puerto Nuevo |
| Gran La Plata                            | 1     | Villa San Carlos |

## Tabla de posiciones

### Zona A
| Pos. | Equipo              | Pts. | PJ | PG | PE | PP | GF | GC | Dif. |
| ---- | ------------------- | ---- | -- | -- | -- | -- | -- | -- | ---- |
| 1.º  | Leandro N. Alem     | 44   | 28 | 19 | 6  | 3  | 62 | 17 | 45   |
| 2.º  | General Lamadrid    | 43   | 28 | 19 | 5  | 4  | 69 | 25 | 44   |
| 3.º  | Ferrocarril Midland | 39   | 28 | 17 | 5  | 6  | 59 | 29 | 30   |
| 4.º  | Luján               | 39   | 28 | 17 | 5  | 6  | 52 | 29 | 23   |
| 5.º  | Argentino de Merlo  | 38   | 28 | 16 | 6  | 6  | 66 | 30 | 36   |
| 6.º  | Liniers             | 37   | 28 | 16 | 5  | 7  | 71 | 34 | 37   |
| 7.º  | Puerto Nuevo        | 29   | 28 | 12 | 5  | 11 | 44 | 49 | −5   |
| 8.º  | J.J. Urquiza        | 29   | 28 | 10 | 9  | 9  | 40 | 46 | −6   |
| 9.º  | Acassuso            | 26   | 28 | 9  | 8  | 11 | 39 | 39 | 0    |
| 10.º | Fénix               | 22   | 28 | 9  | 4  | 15 | 41 | 56 | −15  |
| 11.º | Juventud Unida      | 21   | 28 | 9  | 3  | 16 | 40 | 68 | −28  |
| 12.º | Ferrocarril Urquiza | 19   | 28 | 7  | 5  | 16 | 29 | 53 | −24  |
| 13.º | Central Ballester   | 19   | 28 | 7  | 5  | 16 | 39 | 69 | −30  |
| 14.º | Centro Español      | 10   | 28 | 2  | 6  | 20 | 33 | 67 | −34  |
| 15.º | Atlas               | 5    | 28 | 1  | 3  | 24 | 17 | 90 | −73  |

|  | Clasificó a la final por el campeonato                  |
|  | Clasificó al Torneo Reducido                            |
|  | Clasificó a un playoff para ingresar al Torneo Reducido |

### Zona B
| Pos. | Equipo                | Pts. | PJ | PG | PE | PP | GF | GC  | Dif. |
| ---- | --------------------- | ---- | -- | -- | -- | -- | -- | --- | ---- |
| 1.º  | San Martín de Burzaco | 41   | 26 | 16 | 9  | 1  | 57 | 14  | 43   |
| 2.º  | Deportivo Laferrere   | 37   | 26 | 16 | 5  | 5  | 56 | 22  | 34   |
| 3.º  | Claypole              | 35   | 26 | 15 | 5  | 6  | 62 | 41  | 21   |
| 4.º  | Sacachispas           | 31   | 26 | 11 | 9  | 6  | 42 | 29  | 13   |
| 5.º  | Brown de Adrogué      | 30   | 26 | 10 | 10 | 6  | 54 | 25  | 29   |
| 6.º  | Deportivo Riestra     | 30   | 26 | 11 | 8  | 7  | 45 | 31  | 14   |
| 7.º  | Villa San Carlos      | 30   | 26 | 11 | 8  | 7  | 48 | 35  | 13   |
| 8.º  | Deportivo Paraguayo   | 24   | 26 | 8  | 8  | 10 | 49 | 50  | −1   |
| 9.º  | Victoriano Arenas     | 23   | 26 | 8  | 7  | 11 | 43 | 47  | −4   |
| 10.º | Cañuelas              | 23   | 26 | 7  | 9  | 10 | 23 | 33  | −10  |
| 11.º | Yupanqui              | 22   | 26 | 7  | 8  | 11 | 46 | 43  | 3    |
| 12.º | Sportivo Palermo      | 18   | 26 | 5  | 8  | 13 | 26 | 43  | −17  |
| 13.º | General Belgrano      | 17   | 26 | 4  | 9  | 13 | 25 | 55  | −30  |
| 14.º | Sportivo Barracas     | 3    | 26 | 1  | 1  | 24 | 10 | 118 | −108 |

|  | Clasificó a la final por el campeonato                  |
|  | Clasificó al Torneo Reducido                            |
|  | Clasificó a un playoff para ingresar al Torneo Reducido |

## Final por el Campeonato
Fue disputada por los dos equipos que finalizaron en el primer lugar de la tabla de posiciones de cada zona. El ganador se consagró campeón mientras que el perdedor clasificó al Torneo Reducido.
| Leandro N. Alem | 2 - 2 | San Martín de Burzaco | Leandro N. Alem | 15 de octubre |

| San Martín de Burzaco                                                | 1 - 0 | Leandro N. Alem | Francisco Boga | 22 de octubre |
| San Martín de Burzaco se consagró campeón y obtuvo el primer ascenso |       |                 |                |               |

## Desempate para el Reducido
Lo disputaron los dos equipos que finalizaron en la quinta posición de la tabla de posiciones de cada zona. El ganador ingresó al Torneo Reducido
| Brown de Adrogué | 2 - 2 | Argentino de Merlo | Brown de Adrogué | 15 de octubre |

| Argentino de Merlo                                                        | 2 - 2 | Brown de Adrogué | Argentino de Merlo | 22 de octubre |
| Argentino de Merlo ganó 3-0 en los penales y clasificó al Torneo Reducido |       |                  |                    |               |

## Torneo Reducido

### Cuadro de desarrollo
|  | Cuartos de final               | Cuartos de final               | Cuartos de final               | Cuartos de final               |   |                  | Semifinales          | Semifinales          | Semifinales          | Semifinales          |  |                  | Final               | Final               | Final               | Final               |  |
|  | 29 de octubre y 5 de noviembre | 29 de octubre y 5 de noviembre | 29 de octubre y 5 de noviembre | 29 de octubre y 5 de noviembre |   |                  | 12 y 19 de noviembre | 12 y 19 de noviembre | 12 y 19 de noviembre | 12 y 19 de noviembre |  |                  | 3 y 11 de diciembre | 3 y 11 de diciembre | 3 y 11 de diciembre | 3 y 11 de diciembre |  |
|  |                                |                                |                                |                                |   |                  |                      |                      |                      |                      |  |                  |                     |                     |                     |                     |  |
|  |                                |                                |                                |                                |   |                  |                      |                      |                      |                      |  |                  |                     |                     |                     |                     |  |
|  | General Lamadrid               | 3                              | 1                              | 4                              |   |                  |                      |                      |                      |                      |  |                  |                     |                     |                     |                     |  |
|  | General Lamadrid               | 3                              | 1                              | 4                              |   |                  |                      |                      |                      |                      |  |                  |                     |                     |                     |                     |  |
|  | Sacachispas                    | 2                              | 1                              | 3                              |   |                  |                      |                      |                      |                      |  |                  |                     |                     |                     |                     |  |
|  | Sacachispas                    | 2                              | 1                              | 3                              |   | General Lamadrid | 1                    | 6                    | 7                    |                      |  |                  |                     |                     |                     |                     |  |
|  |                                |                                |                                |                                |   | General Lamadrid | 1                    | 6                    | 7                    |                      |  |                  |                     |                     |                     |                     |  |
|  |                                |                                | Deportivo Laferrere            | 2                              | 1 | 3                |                      |                      |                      |                      |  |                  |                     |                     |                     |                     |  |
|  | Deportivo Laferrere            | 1                              | Deportivo Laferrere            | 2                              | 1 | 3                | 4                    | 5                    |                      |                      |  |                  |                     |                     |                     |                     |  |
|  | Deportivo Laferrere            | 1                              |                                |                                |   |                  |                      |                      |                      |                      |  |                  |                     |                     |                     |                     |  |
|  | Luján                          | 0                              | 0                              | 0                              |   |                  |                      |                      |                      |                      |  |                  |                     |                     |                     |                     |  |
|  | Luján                          | 0                              | 0                              | 0                              |   |                  |                      |                      |                      |                      |  | General Lamadrid | 0                   | 3                   | 3                   |                     |  |
|  |                                |                                |                                |                                |   |                  |                      |                      |                      |                      |  | General Lamadrid | 0                   | 3                   | 3                   |                     |  |
|  |                                |                                | Leandro N. Alem                | 1                              | 1 | 2                |                      |                      |                      |                      |  |                  |                     |                     |                     |                     |  |
|  | Argentino de Merlo             | 0                              | Leandro N. Alem                | 1                              | 1 | 2                | 0                    | 0                    |                      |                      |  |                  |                     |                     |                     |                     |  |
|  | Argentino de Merlo             | 0                              |                                |                                |   |                  |                      |                      |                      |                      |  |                  |                     |                     |                     |                     |  |
|  | Leandro N. Alem                | 3                              | 0                              | 3                              |   |                  |                      |                      |                      |                      |  |                  |                     |                     |                     |                     |  |
|  | Leandro N. Alem                | 3                              | 0                              | 3                              |   | Leandro N. Alem  | 2                    | 2                    | 4                    |                      |  |                  |                     |                     |                     |                     |  |
|  |                                |                                |                                |                                |   | Leandro N. Alem  | 2                    | 2                    | 4                    |                      |  |                  |                     |                     |                     |                     |  |
|  |                                |                                | Ferrocarril Midland            | 2                              | 1 | 3                |                      |                      |                      |                      |  |                  |                     |                     |                     |                     |  |
|  | Ferrocarril Midland            | 0                              | Ferrocarril Midland            | 2                              | 1 | 3                | 4                    | 4                    |                      |                      |  |                  |                     |                     |                     |                     |  |
|  | Ferrocarril Midland            | 0                              |                                |                                |   |                  |                      |                      |                      |                      |  |                  |                     |                     |                     |                     |  |
|  | Claypole                       | 0                              | 2                              | 2                              |   |                  |                      |                      |                      |                      |  |                  |                     |                     |                     |                     |  |
|  | Claypole                       | 0                              | 2                              | 2                              |   |                  |                      |                      |                      |                      |  |                  |                     |                     |                     |                     |  |
|  |                                |                                |                                |                                |   |                  |                      |                      |                      |                      |  |                  |                     |                     |                     |                     |  |

General Lamadrid ganó el torneo reducido y obtuvo el segundo ascenso